# Txufut Kalè
Txufut Kalè (Çufut Qale, pronunciació en tàtar de Crimea: [tʃʊˈfʊt qaˈlæ]; ucraïnès: Чуфут-Кале, Txufut-Kalè; tàtar de Crimea: Çufut Qale, turc: Çıfıt Kale, karaïm: Къале, Qale) són unes ruïnes d'una antiga fortalesa caraïta situades prop de Bakhtxissarai.
El seu nom deriva del tàtar de Crimea per "fortalesa jueva" (çufut/çıfıt - jueu, qale/kale - fortalesa). Çufut Qale va ser un centre de la comunitat de caraïtes o karaïm de Crimea. A l'època medieval, la fortalesa es coneixia com a Qırq Yer (el Lloc dels Quaranta) o com a Sela' ha-Yehudim (la Pedra dels Jueus) pels mateixos caraïtes.

## Galeria

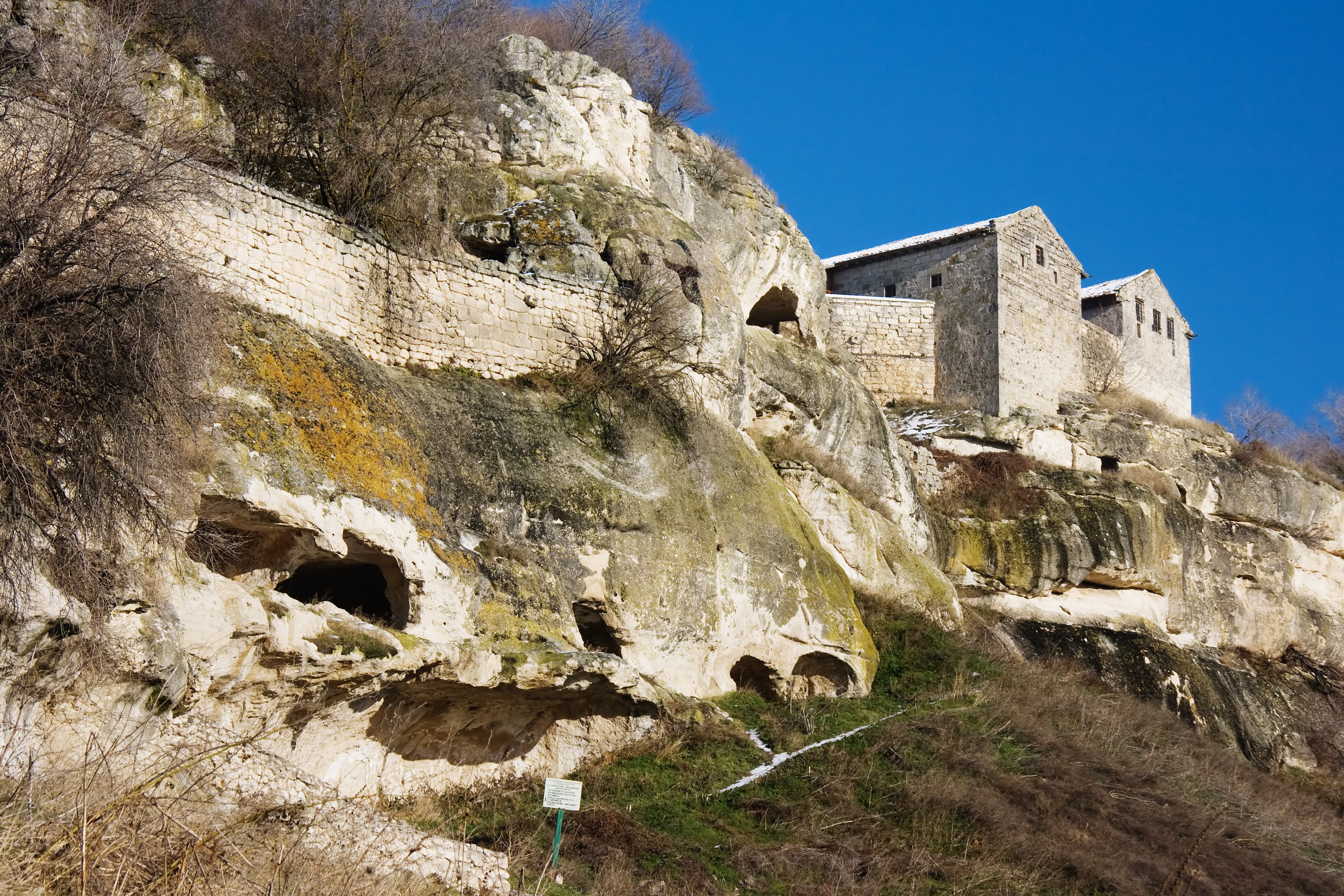
vista de les kenasses
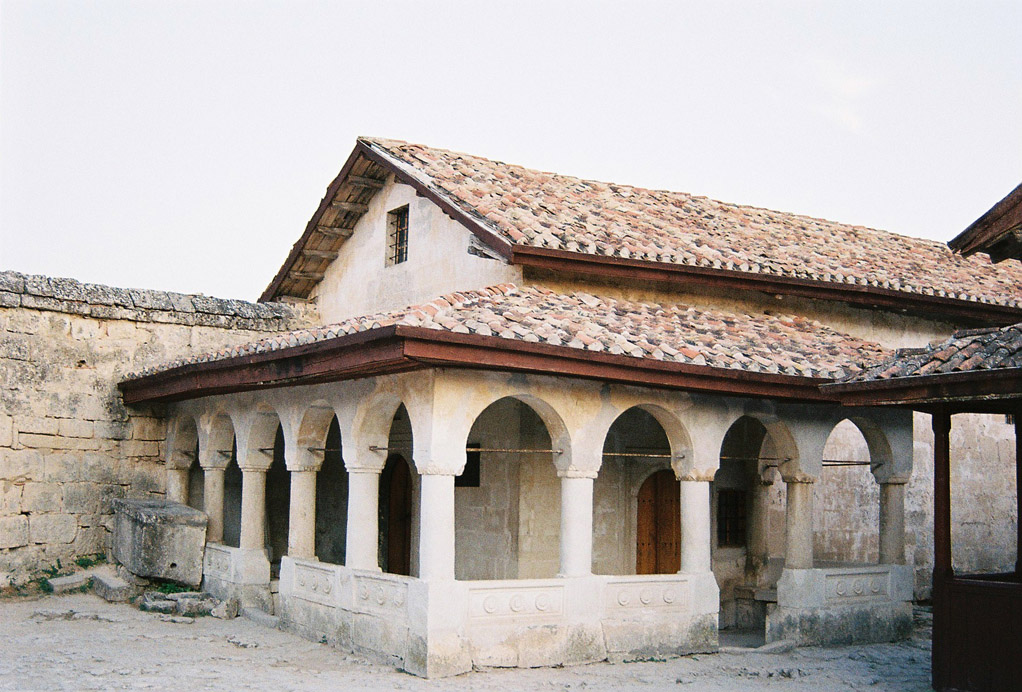
Edifici d'una kenassa
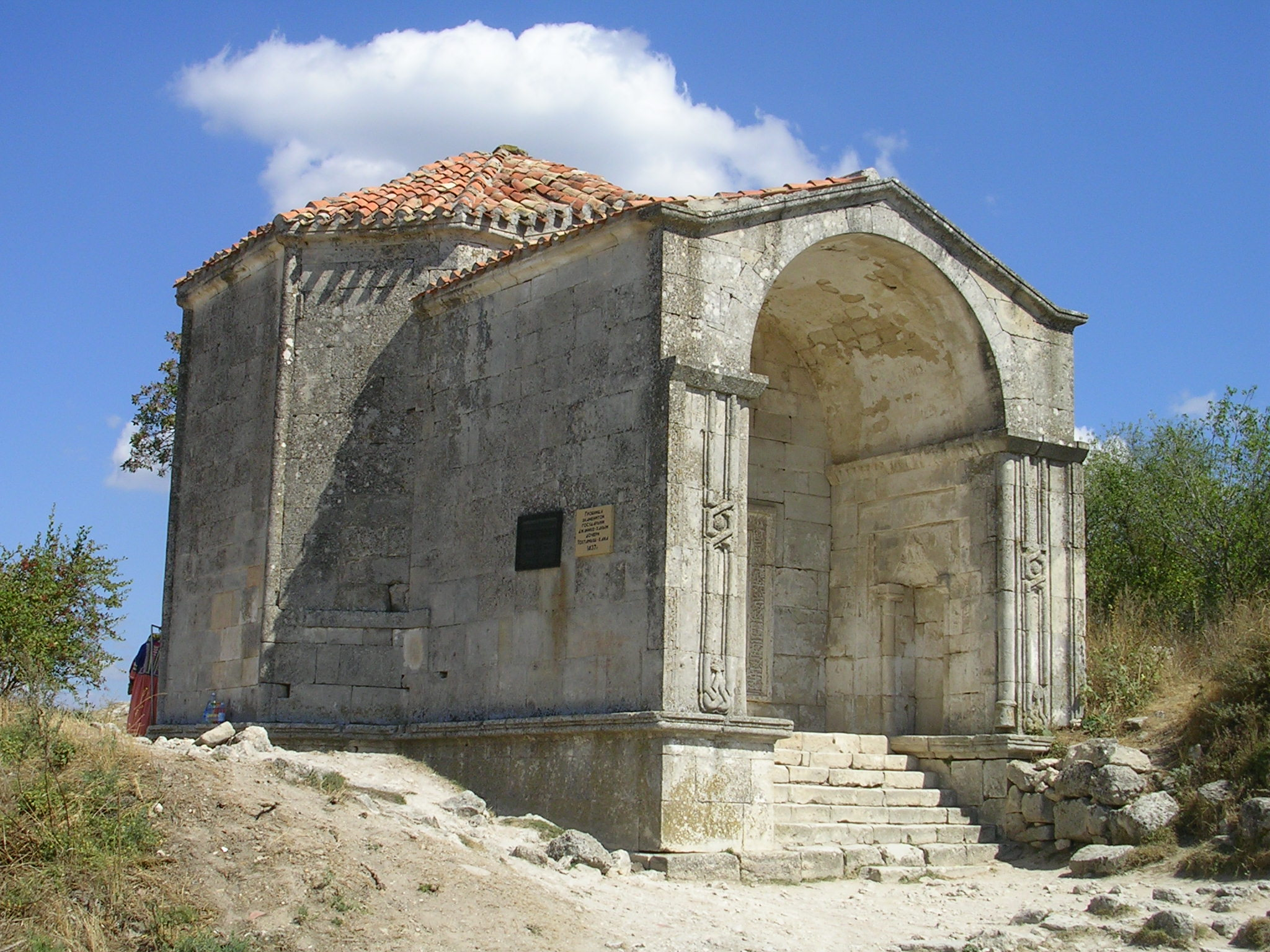
Mausoleu de Dzhanike-Khanym, filla de Toktamix
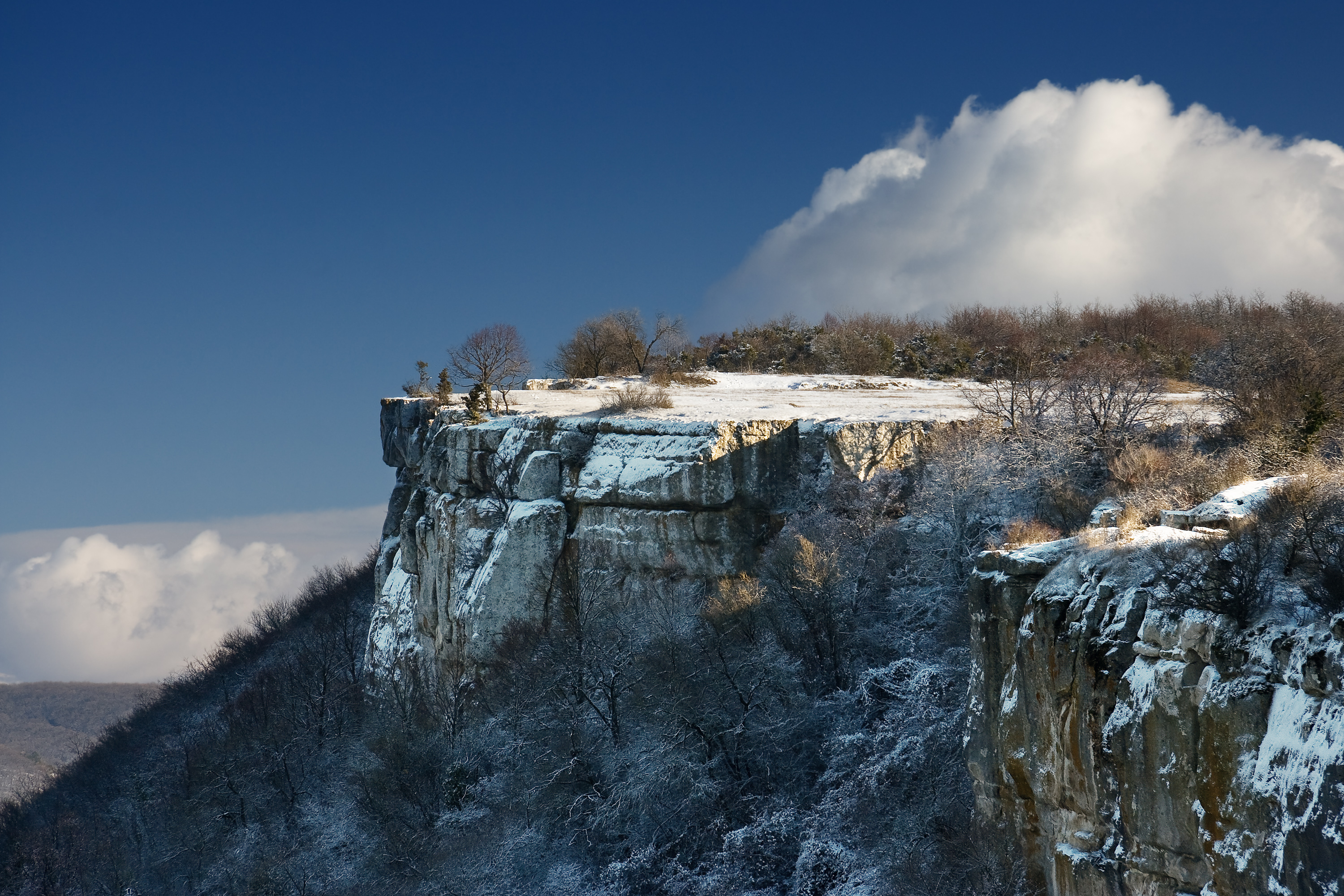
Panorama de les coves
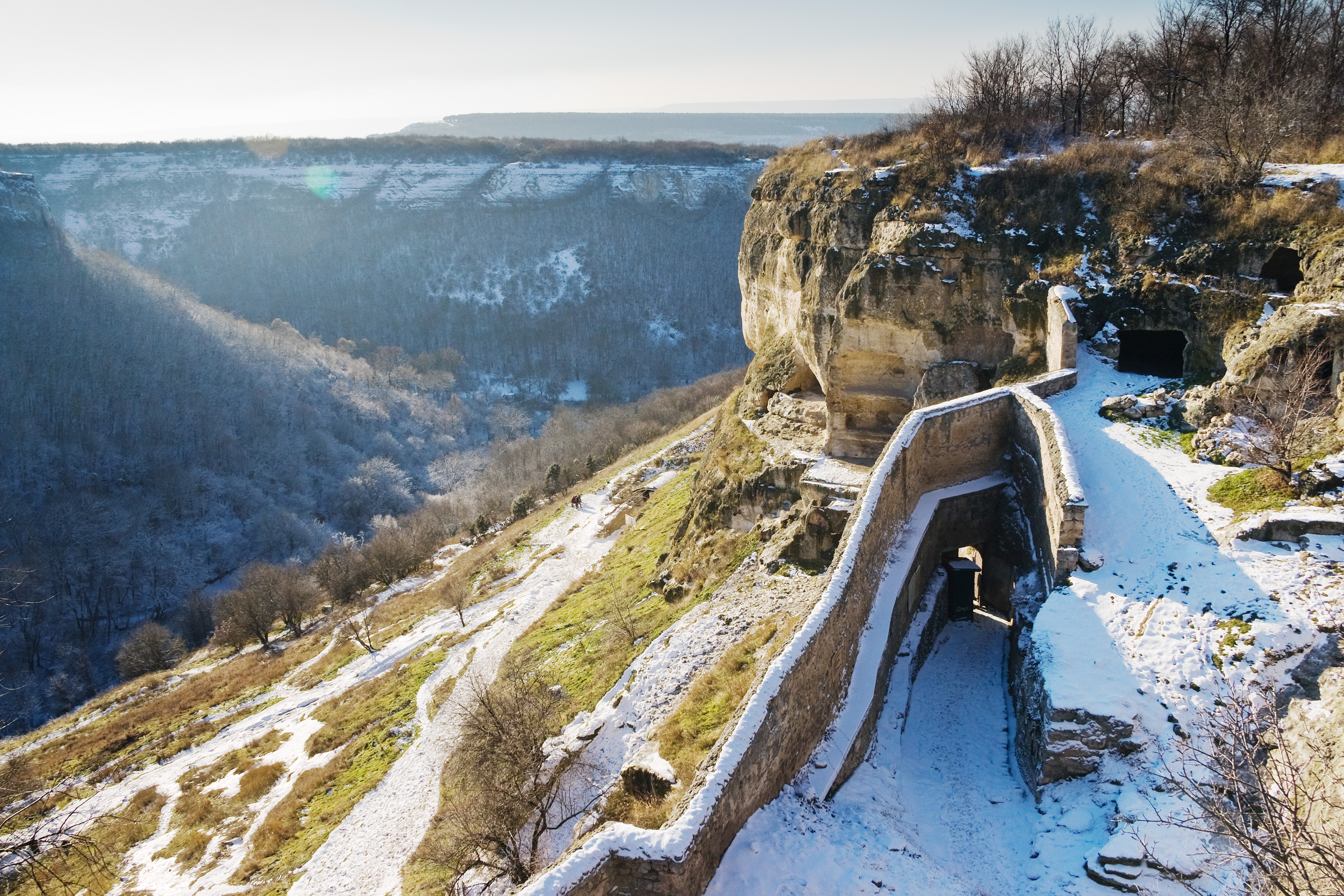
Panorama de les muralles